# Obaga de Vilanova
L'Obaga de Vilanova, és una obaga al terme municipal de Conca de Dalt, al Pallars Jussà, a l'antic terme de Toralla i Serradell, en el territori del poble de Rivert. Està situada a llevant de Rivert, al nord mateix de l'extrem nord del terme municipal de Salàs de Pallars, el territori de Sensui que entra com una falca dins del terme de Conca de Dalt. És al nord-est de la Borda de Fèlix i de les Vilanoves, a ponent de la capçalera de la llau de l'Obaga i dels llocs de Fornot i Gavatx.